# 恩圖齊亞斯蒂冰川
恩圖齊亞斯蒂冰川（英語：Entuziasty Glacier）是南極洲的冰川，位於毛德皇后地的阿斯特里德公主海岸，最終注入拉扎列夫冰架，在1961年由蘇聯探險隊繪入地圖，現時由南極條約體系管理。